# Намисто королеви

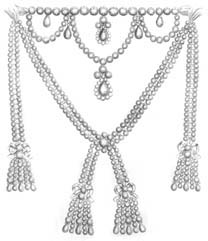
Вартість намиста, замовленого Людовиком XV для своєї фаворитки, становила близько 2,000,000 ліврів. Воно було виготовлене зі значної кількості великих алмазів, розташованих у складній конструкції з гірляндами, підвісками і китицями

Намисто королеви (фр. Collier de la reine) — справа про шахрайство з метою заволодіння намистом, яке нібито призначалося для французької королеви  Марії-Антуанетти, що стало підставою для гучного і скандального кримінального процесу в 1785–1786 роках, незадовго до Великої французької революції. Не всі подробиці цієї справи встановлені з достатньою певністю.

## Суть справи

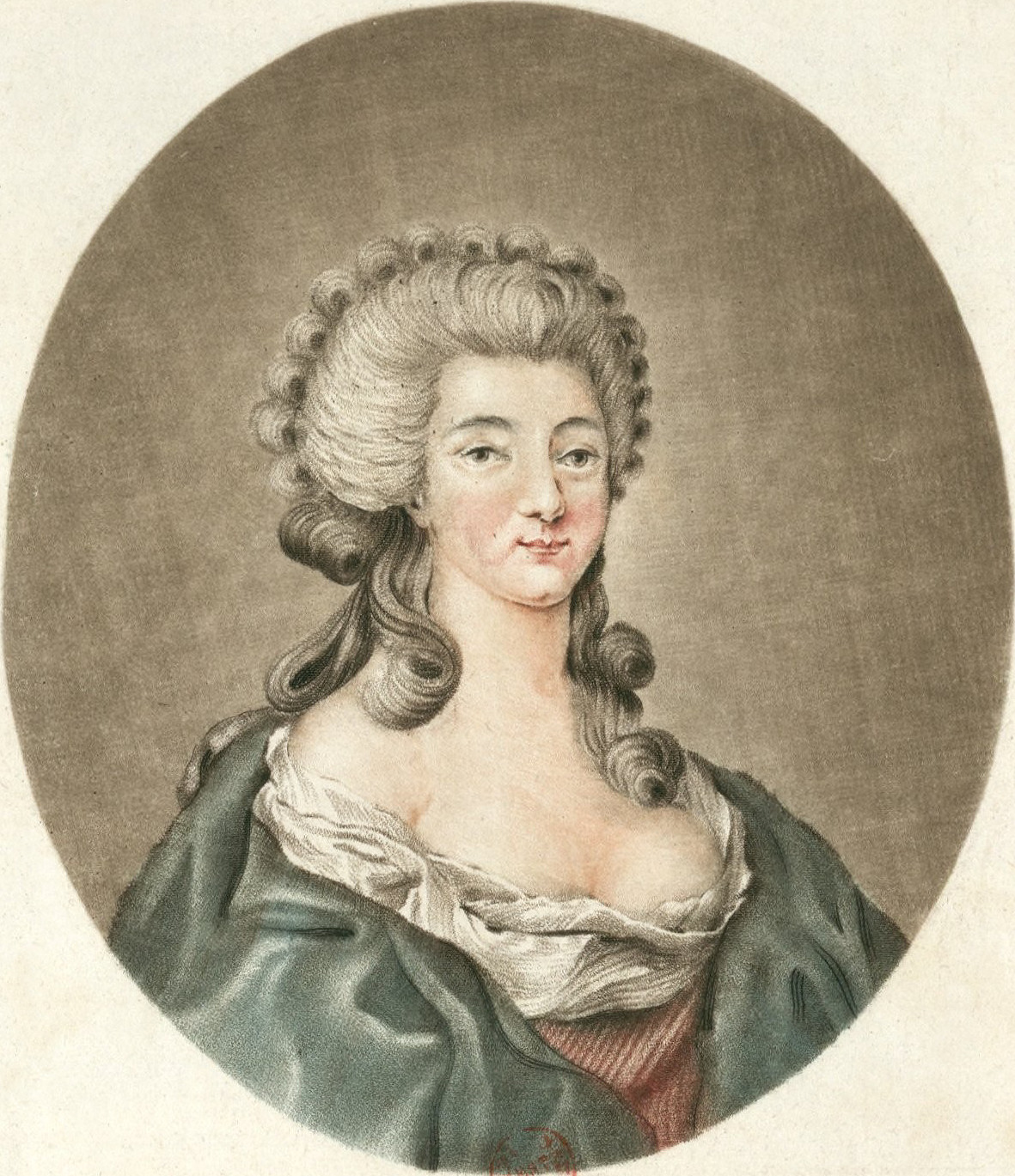
Графиня Ламотт

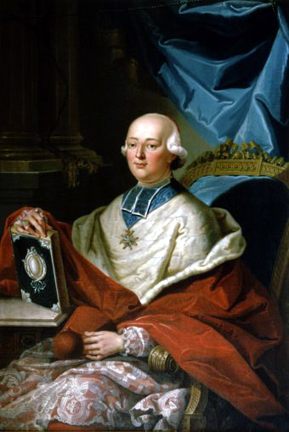
Кардинал де Роган

У французьких ювелірів Бемера і Бассанжа після смерті Людовика XV залишилося чудове діамантовое намисто величезної вартості, виготовлене для фаворитки короля, графині дю Баррі. Після смерті короля фаворитка втратила своє багатство, а нового покупця для такої дорогої речі було складно знайти. Ювеліри спробували схилити нову королеву Марію-Антуанетту до придбання намиста в 1781 році, але, зважаючи на фінансові труднощі, королева не наважилася вимагати від Людовика XVI велику суму.
Деякий час по тому придворна дама, шахрайка і авантюристка графиня Жанна Ламотт-Валуа, що вважалася особою, близькою до королеви (хоча сама Марія-Антуанетта заявила в 1793 році, перед власною стратою, що ніколи в житті не була з нею знайома), погодилась на прохання ювелірів переговорити з Марією-Антуанеттою. Через кілька днів Ламотт заявила, що королева купує намисто, а ведення переговорів по цій угоді доручено певній знатній особі. До ювелірів прибув кардинал Луї де Роган і від імені королеви купив намисто за 1 млн 600 тис. ліврів; частину грошей він заплатив готівкою, а на решту суми видав позикові листи на різні терміни. Коли настав термін першого платежу, гроші не були сплачені, а крім того з'ясувалося, що підпис королеви на угоді про купівлю намиста схожий на підроблений.
Ювеліри захвилювались, довели цю справу до відома Людовика XVI, і невдовзі, 15 серпня 1785 року, кардинал де Роган, а за кілька днів мадам Ламотт-Валуа і кілька інших осіб (в тому числі відомий авантюрист Алєсандро Каліостро, який вважався другом і радником де Рогана) були заарештовані за звинуваченням у шахрайстві і привласненні собі намиста під виглядом покупки його нібито для королеви. На судовому процесі виявилось, що Роган цілком щиро вважав себе повіреним королеви і є жертвою обману своєї коханки, графині Ламотт. Ламотт знала про пристрасне бажання кардинала бачити Марію-Антуанетту, здобути її прихильніть і таким чином виправити свою політичну кар'єру. Користуючись довірливістю Рогана, графиня Ламотт влаштовувала йому у версальському парку уявне побачення з королевою, яку зображала інша особа (суд з'ясував, що це була модистка Ніколь Леге, яка використовувала прізвище Олива). Достеменно не відомо, хто відправив кардинала купувати намисто — жінка, що видавала себе за королеву, чи сама Ламотт.
Залишається також неясним, яку роль відігравала у всіх цих діях Ламотт сама Марія-Антуанетта. У сучасників були підстави вважати, що багато з витівок, скоєних проти кардинала, були їй відомі. У будь-якому разі, той факт, що кардинал визнав королеву здатною купувати коштовності в кредит, без відома короля, і призначати йому таємні побачення, міг не найкращим чином свідчити про репутацію Марії-Антуанетти.

## Судові процеси
Справа про намисто було розглянута паризьким парламентом, який виніс вирок 31 травня 1786 року. Кардинал де Роган і Каліостро були виправдані і лише вислані з країни, Ламотт-Валуа була засуджена до тілесного покарання, таврування і ув'язнення в тюрмі для повій Сальпетрієр; до тілесного покарання і таврування був заочно засуджений також і її чоловік, який встиг збути частину каменів з намиста і сховатися в Лондоні. Опозиція сприйняла виправдання Рогана, що мав ореол «жертви» королівських інтриг, дуже позитивно. 21 червня 1786 року Жанну Ламотт на Гревській площі сікли батогами, а потім кат таврував її плече буквою «V» — «voleuse» («крадійка»).
Процес про намисто сприяв розвитку невдоволення в країні. Ламотт незабаром вдалося втекти з в'язниці і вирушити слідом за чоловіком до Лондона; там вона опублікувала скандальні і викривальні мемуари про королеву, в яких переважали сумнівні факти і вигадки, однак багато діячів революції ставилися до них з довірою.

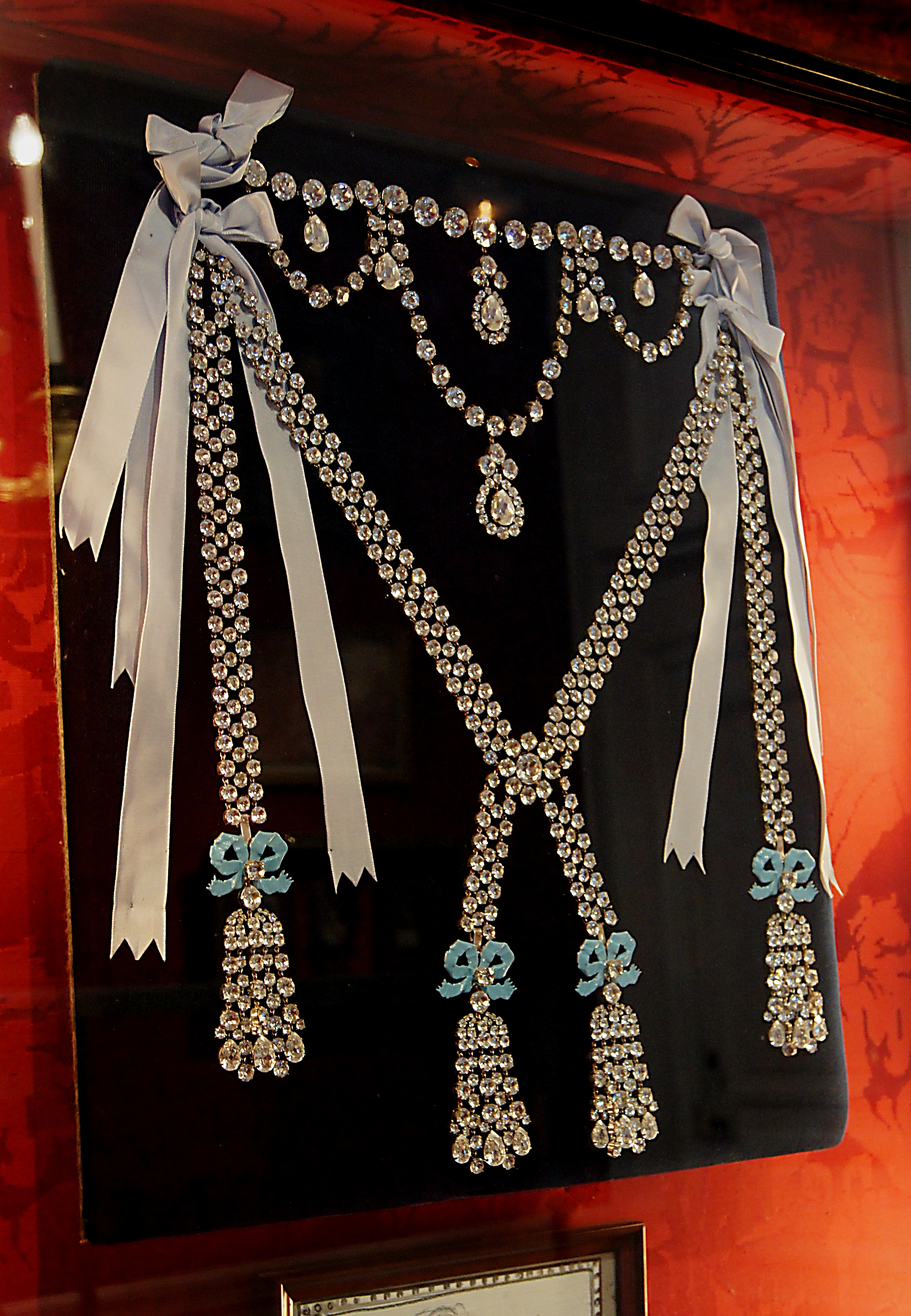
Намисто королеви, реконструкція

## У культурі
Справа про намисто королеви зображена в однойменному романі  О. Дюма-батька, зі значними відхиленнями від історичних фактів. Детально розбирає історію викрадення намиста Стефан Цвейг у своїй книзі «Марія-Антуанетта». Цьому також присвячений американський фільм «Справа про намисто» (The Affair of the Necklace, 2001).

## Тюїльрійський скарб
У 1789 році Людовик XVI, який був змушений покинути Версаль у зв'язку з Великою французькою революцією, переніс свою резиденцію до палацу Тюїльрі. Повстале населення Парижа зайняло Тюїльрі 10 серпня 1792 року і скинуло монархію. 24 травня 1871 року більша частина Тюїльрі згоріла під час боїв паризьких комунарів з версальцями. Після придушення Комуни на території палацу проводилося розчищення руїн; є повідомлення, що при цьому робітник Огюст Долоне виявив залізну скриню. Кришку скрині прикрашали три бурбонські лілії.
Знахідку доставили в міністерство внутрішніх справ Франції, де урочисто відкрили у присутності глави уряду Тьєра, міністрів і поліційного префекта Парижа. У скрині виявили багато коштовностей, включаючи розкішне намисто, яке ідентифікували як знамените «намисто королеви». Попри те, що після війни з Пруссією Франція гостро потребувала грошей, скарб передали не до скарбниці, а представникам династії Бурбонів. Якщо виявлена в 1871 році коштовність дійсно була «намистом королеви», то це суперечить загальноприйнятій версії.

## У кіно
Історія з намистом, 2001, режисер Чарльз Шаєр